# Libnotes howensis
Libnotes howensis är en tvåvingeart som beskrevs av Alexander 1922. Libnotes howensis ingår i släktet Libnotes och familjen småharkrankar. Inga underarter finns listade i Catalogue of Life.